# NGC 3468
NGC 3468 (również PGC 32940 lub UGC 6048) – galaktyka soczewkowata (S0), znajdująca się w gwiazdozbiorze Wielkiej Niedźwiedzicy. Odkrył ją William Herschel 18 marca 1787 roku. Jest to galaktyka z aktywnym jądrem klasyfikowana jako blazar lub LINER.